# 南営洞対共分室
南営洞対共分室（ナミョンドンたいきょうぶんしつ、朝鮮語: 남영동 대공분실/南營洞對共分室）は、大韓民国にかつて存在した内務部治安本部傘下の対共捜査機関、またはその庁舎。

## 解説
1976年、建築家金壽根の設計で建設された。1987年、朴鍾哲拷問致死事件が発生。同事件は6月民主抗争に強い影響を与えた。2005年、それまで保安分室として使われてきた同庁舎だが、韓国警察歴史史清算事業の一環として警察庁南営洞人権センターに転用されることとなった。2018年12月26日、警察庁から行政安全部に移管された。2024年に民主人権記念館(Democracy and Human Rights Memorial Hall)としてリニューアルオープン予定。

## 歴史
- 1976年：地上5階建てで竣工。 国際海洋研究所という偽装名称を用い、治安本部対共分室として運営を開始。
- 1983年：地上7階建てに増築
- 1985年：拷問技術者・李根安により民主化運動青年連合の金槿泰議長が515号室で拷問を受ける。
- 1987年1月14日：朴鍾哲拷問致死事件が発生。

## 建物

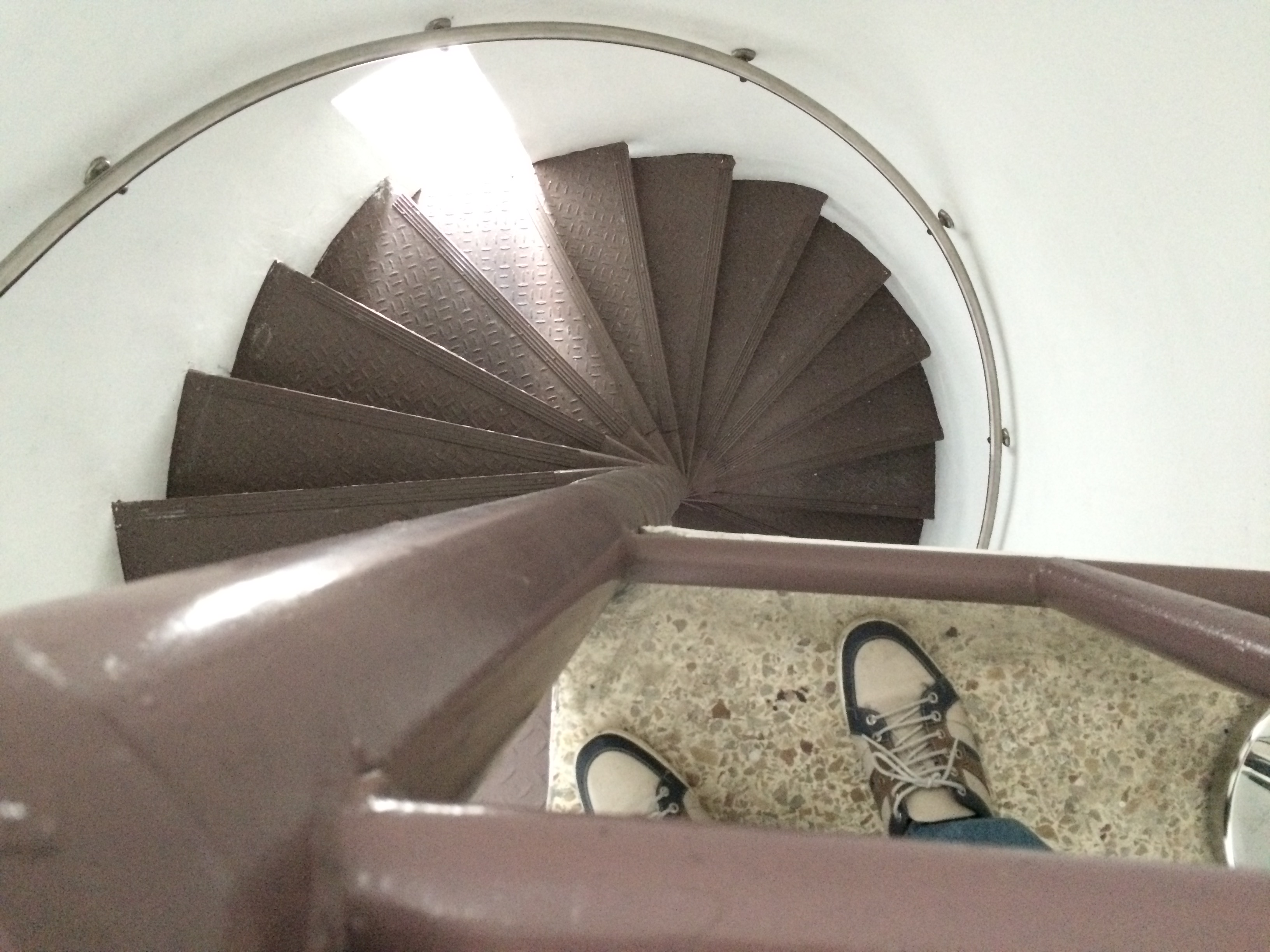
1階裏口から5階尋問室に直結する螺旋階段

南営洞対共分室の住所はソウル特別市龍山区漢江大路71キル37（旧住所ソウル特別市龍山区葛月洞98-8番地）であり、行政区域上は龍山区葛月洞であるが庁舎が南営洞と隣接するため南営洞対共分室と呼ばれるようになった。建物は敷地2530坪に7階建ての本館と2階建ての別棟、2階建ての別館とテニスコートなどで構成されている。 南営洞対共分室は1976年、当時の内務大臣金致烈が発注し、建築家金壽根による設計で建築された。
建物の外観は黒いレンガでできている。建物には拷問の痕跡を隠し、外部との断絶するための工夫がされている。5階の取調室の窓が非常に小さくなっており外部との断絶が図られている。被疑者は建物の裏側に設けられた小さな裏口を通り、5階の尋問室に直結する螺旋階段を上り尋問室へ通される。尋問室は全部で15室ある。尋問室内には、浴槽と水洗トイレ、ベッド、固定された椅子と机があった。 また、尋問室のドアは互いに向かい合わないように設計されており、ドアを開けていてもお互いが見えないようになっている。

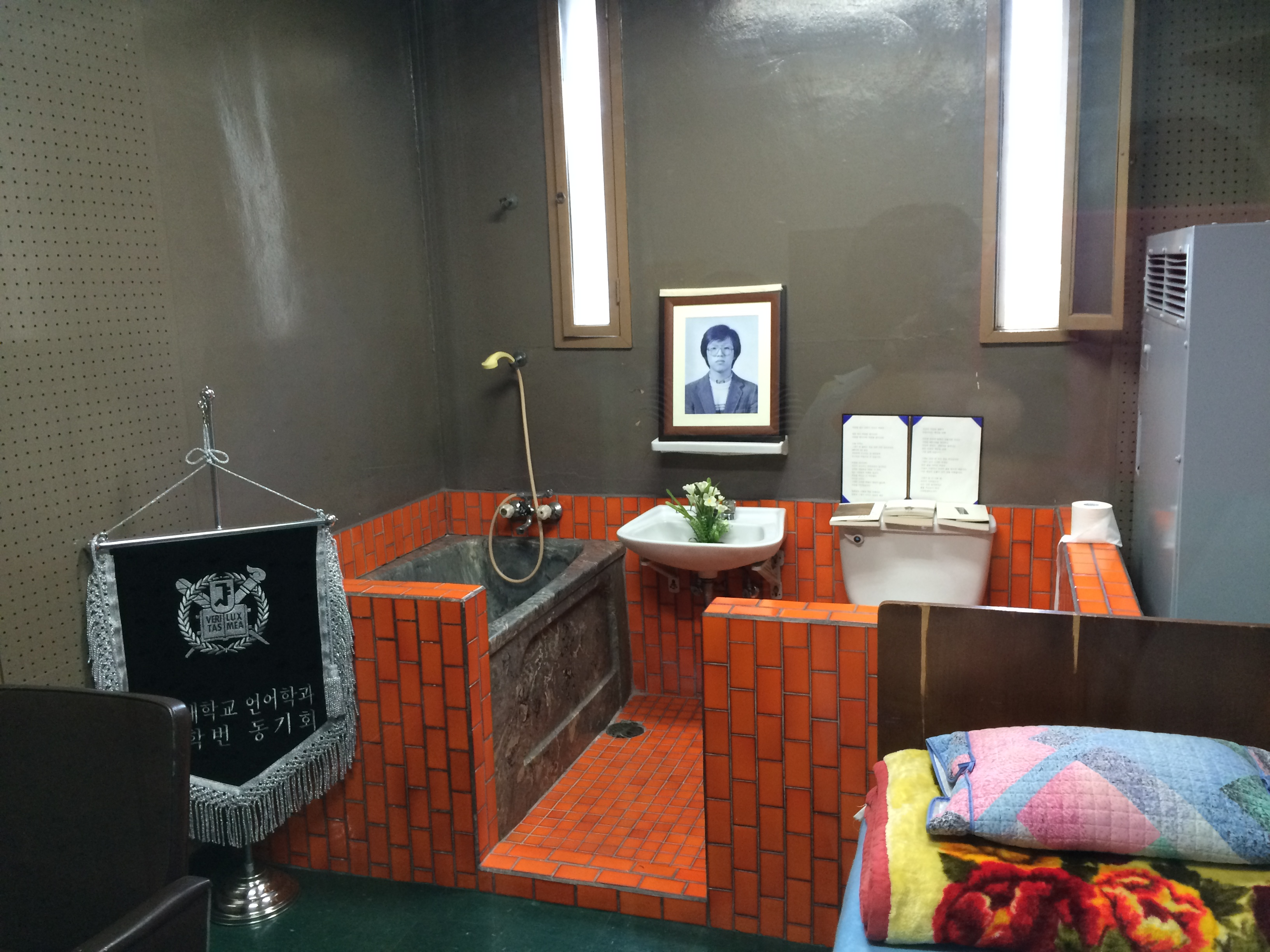
南営洞対共分室509号室。 朴鍾哲が拷問死した。

## 記念館
2005年10月4日、韓国警察庁が歴史精算事業の一環として警察庁人権センターを開所。現在ソウル特別市の未来遺産に登録されている。2008年6月10日、人権センターの4階と5階に朴鍾哲記念展示室を開館した。朴鍾哲拷問致死事件の現場である509号室は朴鐘哲烈士の追悼施設となっている。